# Polydesmus costobocensis
Polydesmus costobocensis är en mångfotingart som beskrevs av Ionel Grigore Tabacaru 1984. Polydesmus costobocensis ingår i släktet Polydesmus och familjen plattdubbelfotingar. Inga underarter finns listade i Catalogue of Life.